# Severin Shopping Center
Severin Shopping Center este un centru comercial în Drobeta-Turnu Severin, România. Centrul conține un hipermarket Carrefour, precum și magazinele Altex, dm, Pepco, Takko, Lee Cooper, C&A, Benvenuti, CCC, Deichmann, Orsay, New Yorker, dar și un multiplex Cinema City. Centrul care are o suprafață închiriabilă de 22.600 de metri pătrați, apartine de NEPI Rockastle, și a fost dezvoltat de grupul belgian Belrom